# 9. januar
9. januar er dag 9 i året, i den gregorianske kalender. Der er 356 dage tilbage af året (357 i skudår).
- Julianus dag, men det er uvist hvilket af de mange helgener med det navn dager er opkaldt efter. En led martyrdøden i Alexandria, en var biskop i Le Mans, en anden i Toledo omkring år 600 og en led døden på bålet under de romerske forfølgelser af kristne i år 304.

### Begivenheder
Født - Dødsfald
- 1644 - Den svenske hær trænger ind i Nordjylland under Torstenssonfejden.
- 1713 - Altona brændes ned til grunden af svenskerne, under den store nordiske krig.
- 1719 - Frankrig erklærer krig mod Spanien.
- 1788 - Connecticut optages som USA's femte stat.
- 1861 - Mississippi bliver den anden stat der udtræder af de forende stater før den amerikanske borgerkrig.
- 1900 - Fodboldklubben S.S. Lazio grundlægges i Rom.
- 1920 - De Samvirkende Fagforbund (datidens navn for LO) rejser krav om indførelse af sommerferie.
- 1929 - Penicillin anvendes for første gang.
- 1932 - Den østrigske ingeniør Gustav Tauschek fremstiller det første datalager på en magnettromle.
- 1945 - Den amerikanske hær invaderer Luzon på Filippinerne.
- 1950 - Filmen De Røde Heste efter Morten Korchs roman har premiere.
- 1960 - Konstruktionen af Aswandæmningen begynder i Egypten.
- 1972 - Verdens største passagerskib, Queen Elizabeth, bryder i brand og synker i Hong Kongs havn. Skibet har senest været brugt som flydende universitet.
- 1972 - Britiske minearbejdere går i strejke.
- 1980 - 63 shiit-muslimer halshugges i Saudi-Arabien for at have besat den store moské i Mekka (i november 1979).
- 1982 - Den svenske skiløber Ingemar Stenmark skriver skihistorie, da han vinder sin sejr nr. 63 i World Cuppen, og bliver den mest vindende nogensinde.
- 1982 - Total måneformørkelse over Danmark.
- 1989 - 46 omkommer, da en Boeing 737 styrter ned ved indflyvningen til Nottingham i England. 82 overlever styrtet.
- 1991 - Sovjetiske styrker stormer Vilnius for at stoppe Litauens uafhængighed.
- 1995 - Den 51-årige russiske kosmonaut Valeri Poliakov har denne dag tilbragt 366 dage om bord på rumstationen Mir. Det er ny rekord for ophold i rummet.
- 2001 - En total måneformørkelse kan ses på den sene aftenhimmel - hvor skyerne tillader det.
- 2002 - Det amerikanske justitsministerium meddeler, at de vil gå videre med en politimæssig efterforskning af Enron.
- 2004 - Strukturkommissionen offentliggør sin betænkning om inddelingen og opgavefordelingen mellem Danmarks amter og kommuner.
- 2005 - I Det palæstinensiske selvstyre afholdes der præsidentvalg for at finde en afløser for den afdøde Yasser Arafat. Vinderen bliver Mahmoud Abbas.
- 2006 - Efter en rutinemæssig opdatering af Dankort-systemet klokken 3 om natten kan systemet ikke genetableres. Først klokken 9 om morgenen er problem løst, men op imod 100.000 transaktioner har da måttet behandles manuelt eller er blevet annulleret.

### Født
- 1218 - Abel, dansk konge (død 1252).
- 1773 - Carl Emil Moltke, dansk godsejer og diplomat (død 1858).
- 1851 - Jens Vilhelm Petersen, dansk arkitekt (død 1931).
- 1868 - S. P. L. Sørensen, dansk kemiker (død 1939).
- 1890 - Karel Čapek, tjekkisk forfatter (død 1938).
- 1898 - Gracie Fields, britisk sanger, skuespiller og komiker (død 1979).
- 1902 - Josemaría Escrivá, spansk præst og katolsk helgen (død 1975).
- 1908 - Simone de Beauvoir, fransk forfatter (død 1986).
- 1909 - Anthony Mamo, maltesisk politiker og præsident (død 2008).
- 1913 - Richard Nixon, amerikansk præsident (død 1994).
- 1914 - Kenny Clarke, amerikansk trommeslager (død 1985).
- 1925 - Lee Van Cleef, amerikansk skuespiller (død 1989).
- 1927 - Thorkild Hansen, dansk forfatter (død 1989).
- 1928 - Domenico Modugno, italiensk sanger og skuespiller (død 1994).
- 1928   - Judith Krantz, amerikansk forfatter.
- 1930 - Kate Mundt, dansk skuespiller (død 2004).
- 1931 - Bjarke Gundlev, tidl. fodboldspiller i AGF (død 2019).
- 1936 - Anne Rivers Siddons, amerikansk forfatter.
- 1939 - Mogens Amdi Petersen, dansk lærer og Tvind-leder.
- 1941 - Joan Baez, amerikansk sangerinde og sangskriver.
- 1941   - Jens Ravn, dansk filminstruktør og -producent.
- 1944 - Jimmy Page, engelsk guitarist.
- 1946 - Mogens Lykketoft, dansk politiker og minister fra Socialdemokraterne.
- 1957 - Kim Brandstrup, dansk koreograf.
- 1959 - Rigoberta Menchú Tum, guatamalansk politiker, menneskeretighedsforkæmper og modtager af Nobels fredspris.
- 1959   - Charlotte Antonsen, dansk folketingspolitiker.
- 1965 - Nina Forsberg, dansk sangerinde.
- 1965   - Susanne Sayers, dansk journalist.
- 1965   - Joely Richardson, engelsk skuespiller.
- 1968 - Joey Lauren Adams, amerikansk skuespiller.
- 1969 - Jørn Dohrmann, dansk folketingspolitiker.
- 1971 - MF Doom amerikansk rapper
- 1976 - Svitlana Azarova ukrainsk/hollandsk komponist.
- 1978 - Gennaro Gattuso, italiensk fodboldspiller.
- 1980 - Sergio García, spansk golfspiller.
- 1982 - Benjamin Lebert, tysk forfatter.

### Dødsfald
- 1202 - Birger Brosa, svensk jarl og statsmand.
- 1873 - Napoleon 3., fransk kejser (født 1808).
- 1951 - Nikoline Nielsen, dansk brygger (født 1874).
- 1957 - Eva Heramb, dansk skuespiller (født 1899).
- 1972 - Helga Frier, dansk skuespiller (født 1893).
- 1979 - Pier Luigi Nervi, italiensk ingeniør og arkitekt (født 1891).
- 1981 - Kazimierz Serocki, polsk komponist (født 1922).
- 1982 - Erik Johnstad-Møller, dansk officer og modstandsmand (født 1894).
- 1998 - Kenichi Fukui, japansk kemiker og nobelprismodtager (født 1918).
- 2000 - Poul Mejer, dansk fodboldspiller (født 1931).
- 2006 - Elisabeth Edberg, dansk sanger (født 1947).
- 2007 - Benny E. Andersen, dansk musiker, komponist og teatermand (født 1934).
- 2009 - Dave Dee, engelsk sanger (født 1941).
- 2011 - Peter Yates, engelsk filminstruktør (født 1929).
- 2014 - Amiri Baraka, amerikansk forfatter (født 1934).
- 2014     - Dale Mortensen, amerikansk økonom og nobelprismodtager (født 1939).
- 2017 - Zygmunt Bauman, polsk sociolog (født 1925).
- 2017     - Jānis Serģis, lettisk motocrosskører (født 1938).
- 2017     - Roberto Cabañas, paraguayansk fodboldspiller (født 1961).
- 2017     - Daan van Golden, nederlandsk kunstmaler (født 1933)
- 2018 - Odvar Nordli, norsk politiker (født 1927).
- 2021 - Jingdong Zhang, dansk-kinesisk elektrokemiker og professor (født 1968).
- 2022 - Bob Saget, amerikansk standupkomiker og skuespiller (født 1956).

|  | Denne datoartikel kan blive bedre, hvis der indsættes et (bedre) billede Du kan hjælpe ved at afsøge Wikimedia Commons for et passende billede eller uploade et godt billede til Wikimedia Commons iht. de tilladte licenser og indsætte det i artiklen. |